# Mołodecke (obwód chersoński)
Mołodecke (ukr. Молодецьке) – przysiółek na południu Ukrainy, w obwodzie chersońskim, w rejonie biłozerskim. Miejscowość liczy 284 mieszkańców.